# HD 209458

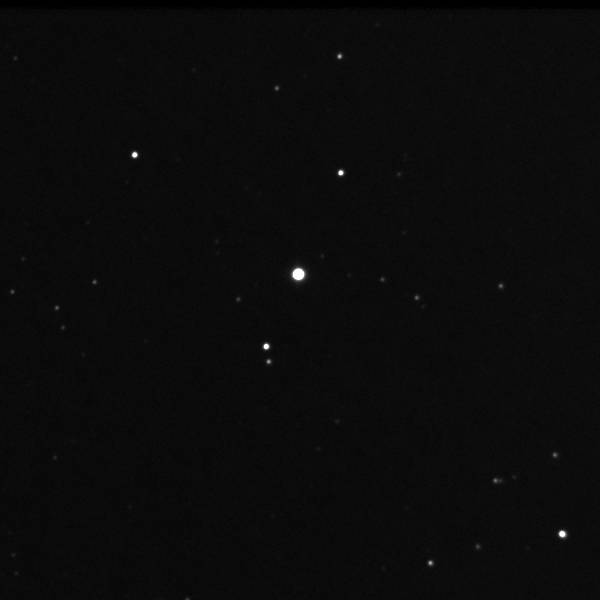
HD 209458

La Estrella HD 209458 es una estrella de octava magnitud en la ⁣⁣constelación⁣⁣ ⁣⁣de Pegaso⁣⁣. Es una estrella tipo G0V, es muy igual a nuestro Sol. Se encuentra a una distancia relativamente cerca, de unos 159 años luz, no se ve a simple vista, pero, con buenos binoculares o un telescopio pequeño, debería ser fácil de ver.

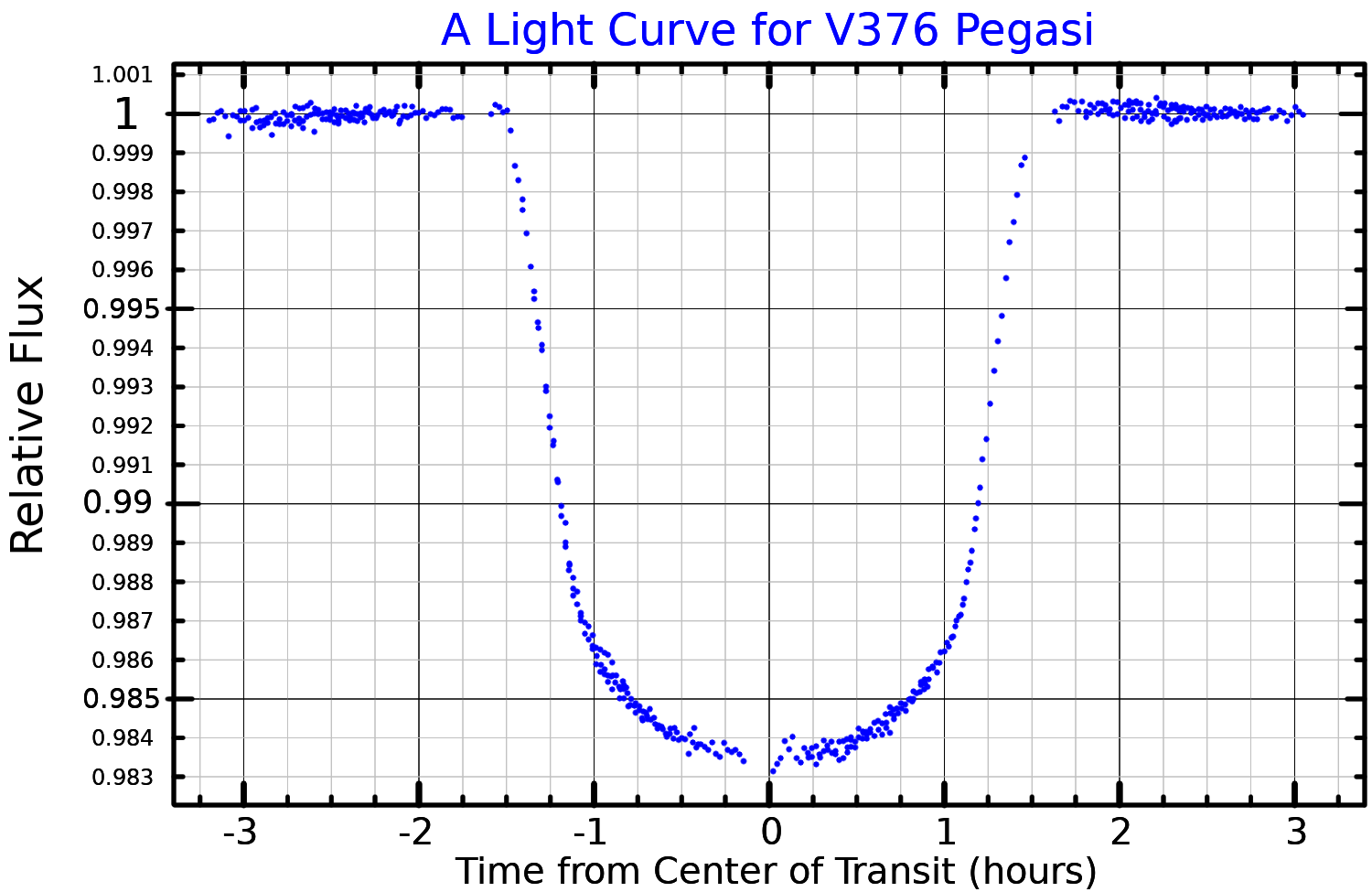
Una curva de luz del planeta HD 209458 b transitando la estrella, adaptado de Brown et al. (2001)

En el año 1999, dos equipos trabajaban de forma independiente. Un equipo de estos dos, estaba compuesto por astrónomos del Observatorio de Ginebra, del Centro de Astrofísica de Harvard-Smithsonian y del Observatorio Wise⁣. El segundo era un equipo de búsqueda de planetas de California y Carnegie y descubrieron un planeta extrasolar, que orbitaba alrededor de la estrella, utilizando el método de búsqueda de planetas de velocidad radial. Poco después de este descubrimiento, los equipos separados dirigidos por David Charbonneau y Gregory W. Henry pudieron detectar el tránsito del planeta a través de la superficie de la estrella, convirtiéndolo en el primer planeta extrasolar de tránsito conocido. Este planeta recibiría el nombre de HD 209458 b.
Debido a que este planeta orbita por la estrella, la estrella se atenúa más o menos un 2 % cada 3,5 días, lo que la convierte en una estrella variable extrínseca. La designación de estrella variable para HD 209458 es V376 Pegaso. Es el prototipo de la clase variable "EP" del Catálogo General de Estrellas Variables, definidas como estrellas que forman eclipses por sus propios planetas.